# Fulldome
Fulldome è un termine che identifica tecnologie e tecniche per la proiezione di contenuti video su una superficie emisferica, detta cupola, che avvolge gli spettatori a 360 gradi.
Le prime applicazioni della tecnologia fulldome risalgono alla metà degli anni novanta, quando i primi planetari analogici (opto-meccanici) furono convertiti in sistemi digitali che consentivano di rendere ancora più personalizzabile e potente la divulgazione dell'astronomia.
La cupola, orizzontale o inclinata, è illuminata da un sistema di proiezione – a singolo proiettore o multiproiettore – viene illuminata da contenuti generati in tempo reale in modo interattivo o da contenuti renderizzati riprodotti automaticamente.
Sebbene l'ambito di applicazione della tecnologia fulldome rimanga principalmente legato al mondo dei planetari, nella ricerca di un livello di coinvolgimento sempre più alto degli spettatori, l'utilizzo di questa tecnologia si è estesa anche a contesti non scientifici. Esempi di applicazioni fulldome in questo senso si trovano presso parchi di divertimento, sale cinematografiche, discoteche, ristoranti, etc.